# Torre delle Mandre
La torre delle Mandre o Mandrie, conosciuta dai più con il nome di torre Normanna, è una struttura architettonica dell'Altavillese, in provincia di Palermo

## Storia
Sebbene spesso impropriamente considerata, insieme ad altre due torri costiere di guardia, di epoca normanna, risale in realtà a periodi più tardi, nello specifico aragonese nel caso di torre delle Mandre e probabilmente viceregio quella di torre Colonna, che si trova leggermente più ad ovest.
L'anno in cui per la prima volta viene attestata la sua esistenza in alcuni documenti storici è il 1557. In questo periodo infatti, le torri rispondevano alle necessità di difesa dagli attacchi dei corsari e pirati maghrebini che sempre più frequentemente saccheggiavano i territori costieri siciliani fra il XV e il XVII secolo.
La struttura oggi è di proprietà privata. Le condizioni in cui si conserva sono buone e non presenta preoccupanti segni di degrado architettonico.
Il territorio, almeno fino al 1855, apparteneva al Comune di Caccamo. A darne notizia è Mons. Gioacchino Di Marzo in una nota inserita nel Dizionario Dei Comuni Siciliani con le seguenti parole: "La parte del territorio che forma il lido del mare arriva fino a Capo Grosso (Crosso) dov'è una torre con telegrafo"

## Posizione
La costruzione è ubicata su capo Crosso, tra i territori comunali di Altavilla Milicia (PA) e Trabia (PA), in un punto strategico e panoramico che consente una visuale che va da capo Zafferano fino ai territori costieri di Campofelice di Roccella.

## Curiosità
La torre e l'area circostante compaiono nel corso di una scena del film Il 7 e l'8 del duo di comici palermitani Ficarra e Picone.